# Michael Cuesta
Michael Cuesta (né le 8 juillet 1963 à New York) est un réalisateur, scénariste et producteur américain.

## Biographie
Il fit sensation au festival de Sundance avec son premier film L.I.E. Long Island Expressway (2001). Dans ce film, il dépeint la relation ambiguë entre un adolescent déboussolé et un prédateur sexuel (interprété par Brian Cox).
Le succès de ce premier film amène les producteurs de HBO à le contacter et à lui confier la réalisation de plusieurs épisodes de la série Six Feet Under. 
Fort du succès de la série (qui remporte plusieurs Emmy Awards et Golden Globe Awards), il réalise en 2006 son second long-métrage, 12 and Holding. Toujours sur l'adolescence, ce film évoque la relation d'un jeune garçon à la mort.
Il a réalisé plusieurs épisodes de la série Dexter (saison 1) et plus récemment de la série Homeland.

## Filmographie

### Cinéma
- 2001 : L.I.E. Long Island Expressway
- 2006 : 12 and Holding
- 2009 : Tell-Tale
- 2014 : Secret d'État (Kill the Messenger)
- 2017 : American Assassin

### Télévision
- 2002-2005 : Six Feet Under
- 2006 : Dexter
- 2011-.... : Homeland
- 2019 : City on a Hill

## Récompenses et distinctions

### Récompense
- 2013 : Meilleur producteur pour une série télévisée dramatique au Producers Guild of America Awards pour Homeland

### Nomination
- 2012 : Primetime Emmy Award de la meilleure réalisation pour une série télévisée dramatique pour Homeland